# Сабада Олександр Борисович
Олекса́ндр Бори́сович Сабада (9 жовтня 1979, Мошни, Черкаський район, Черкаська область, Українська РСР, СРСР — 2 травня 2014, Карпівка, Слов'янський район, Донецька область, Україна) — український військовий льотчик, підполковник (посмертно) Збройних сил України. Загинув в ході російсько-української війни.

## Життєпис
Олександр Сабада народився у селі Мошни на Черкащині, в родині військовослужбовця. В 13 років вирішив вступати до «суворівського» училища. Після розпаду Радянського Союзу родина оселилася у Чернігові. Тут Олександр закінчив ліцей №15 та вступив на навчання до Чернігівського ліцею з посиленою військово-фізичною підготовкою. З 1996 по 2000 рік навчався у Харківському інституті військово-повітряних сил за напрямком «авіація та космонавтика» та здобув спеціальність «Офіцер управління військами оперативно-тактичного рівня». У 2001 році Олександр зустрів свою майбутню дружину Тетяну, вона теж пов'язала своє життя з військовою службою, служила у гарнізоні Канатове. 2002 року Олександр і Тетяна одружилися. Офіцер Сабада проходив службу у різних частинах військової авіації, зокрема, у Вінниці, Коломиї, Житомирі, куди довелося виїхати, коли розформували коломийську частину. Рік Олександр прослужив «на землі», але він дуже хотів знову літати, тож знайшов місце у вертолітній частині в Бродах на Львівщині. Пройшовши спецкурси в Миколаєві, Олександр Сабада знову піднявся у небо. Брав участь в миротворчих місіях ООН в Ліберії (2008) та Конго (2011). Сашко був затятим грибником. Займався авіамоделюванням, удома кілька полиць були заставлені змайстрованими ним власноруч літачками. Сабада обожнював свою професію, жив і дихав нею.
Начальник штабу — перший заступник командира вертолітної ескадрильї 16-ї окремої бригади армійської авіації 8-го армійського корпусу Сухопутних військ ЗС України, в/ч А2595, м. Броди.
З початком антитерористичної операції на сході України військові льотчики 16-ї ОБрАА виконували завдання в районі Слов'янська і Краматорська в Донецькій області.
2 травня 2014 року поблизу села Карпівка Слов'янського району російські бойовики за допомогою переносних зенітних ракетних комплексів збили два вертольоти Мі-24 Збройних сил України, які здійснювали повітряне патрулювання в районі міста Слов'янська. Внаслідок обстрілу п'ятеро офіцерів з двох екіпажів бродівської авіабригади загинули, один зазнав поранення. Спочатку, близько 3-ї години ранку, підбили вертоліт «09 жовтий», командир екіпажу Сергій Руденко дав можливість одному з членів екіпажу вискочити з вертольота і намагався врятувати ще одного. Вертоліт упав, і в ньому почали вибухати боєприпаси. Майор Сергій Руденко і старший лейтенант Ігор Грішин загинули, пораненого капітана Євгена Краснокутського захопили терористи (його звільнили 5 травня). Вертоліт Руслана Плоходька «40 жовтий» полетів на допомогу, але теж був збитий. Разом із майором Русланом Плоходьком загинули члени екіпажу вертольота Мі-24П («40 жовтий») майор Олександр Сабада і капітан Микола Топчій. Тіла обгоріли, ідентифікація проводилась за експертизою ДНК.
20 травня в Бродах, на території військової частини відбулося прощання з п'ятьма загиблими льотчиками.
Олександра поховали на Лелеківському кладовищі у Кропивницькому, куди переїхала його дружина Тетяна з двома синами, Олегом (2002 р.н.) і Максимом (2011 р.н.). У Чернігові залишилася мати Тамара Іванівна.

## Нагороди
20 червня 2014 року — за особисту мужність і героїзм, виявлені у захисті державного суверенітету та територіальної цілісності України, вірність військовій присязі та незламність духу, відзначений — нагороджений орденом Богдана Хмельницького III ступеня.
Рішенням виконкому Кропивницької (колишньої Кіровоградської) ради від 26 серпня 2014 року нагороджений відзнакою «За заслуги» II ступеня (посмертно).

## Вшанування пам'яті
У травні 2015 року в Бродах відкрито Алею Слави військових льотчиків, які загинули на Донбасі захищаючи Україну.
8 грудня 2015 року на будівлі Чернігівського ліцею з посиленою військово-фізичною підготовкою було урочисто відкрито меморіальну дошку на честь шістьох полеглих у районі АТО випускників навчального закладу.